# Кузнецов, Александр Константинович (генерал)
Александр Константинович Кузнецов (1903—1948) — начальник 6-го Управления НКГБ — МГБ СССР, генерал-майор (1945).

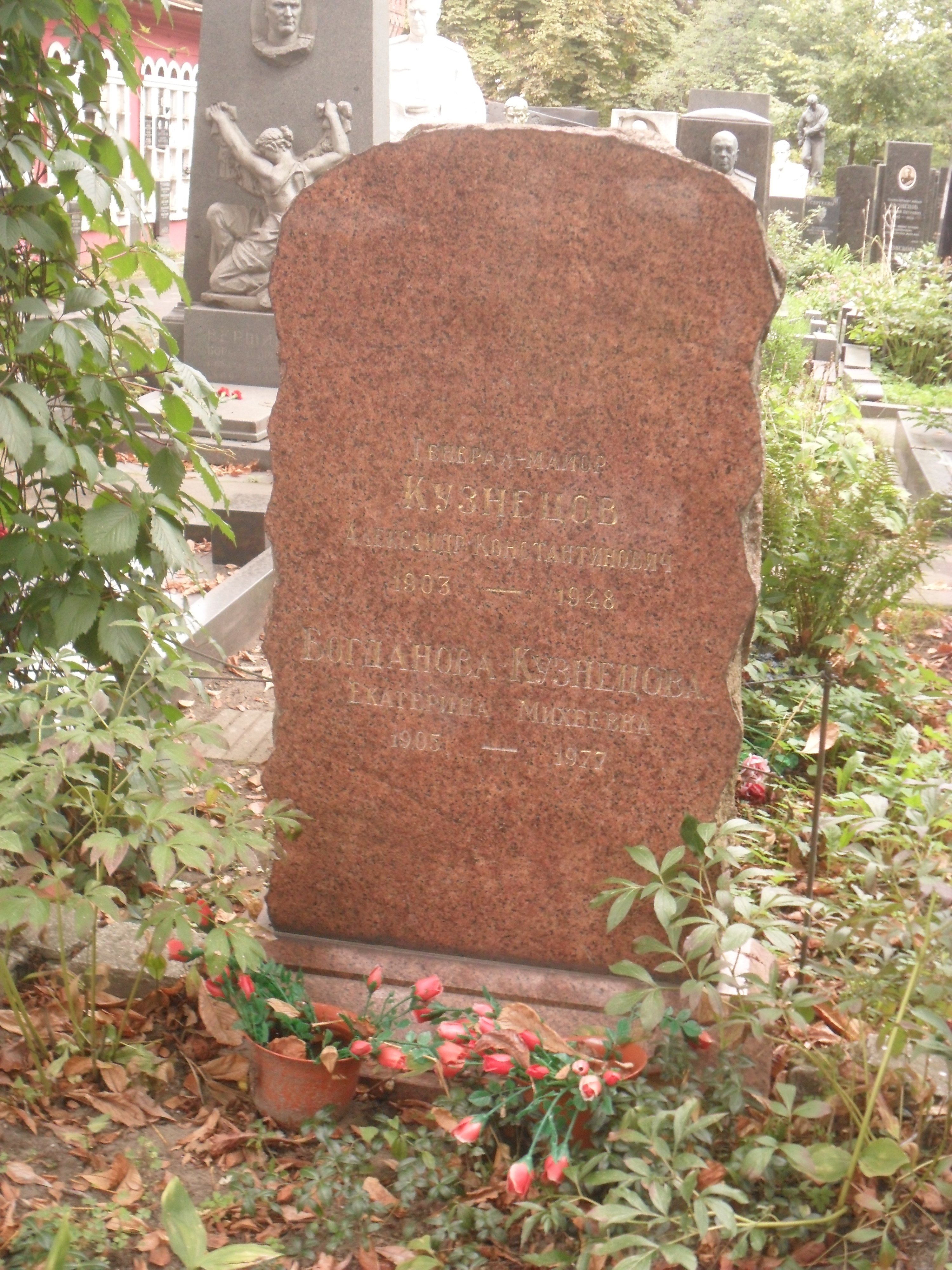
Могила Кузнецова на Новодевичьем кладбище Москвы.

## Биография
Родился в сентябре 1903 года в семье рабочего на рыбных промыслах (отец умер в 1908, отчим был фельдшером ж.-д. больницы). Русский. Образование: 3-классная начальная школа, Царицын (1914); 4 класса школы 2 ступени, Царицын (1919).
Конторщик в 6 Сов. больнице, Царицын 03.20-08.21.
В ВМФ: краснофлотец роты молодых моряков Касп. воен. флота, Астрахань 08.21-05.22; краснофлотец, ст. машинист канонерской лодки «Ленин» Касп. воен. флота, Баку 06.22-11.25 (в 1922-1924 лодка неоднократно посещала порт Пехлеви в Иране).
В органах ОГПУ-НКВД-НКГБ-МГБ: пом. уполн, ОООГПУ 31 див., уполн. КРО и ЭКО Сталингр. губ. отд. ГПУ 11.25-1928; В ВКП(б) с 02.1925., уполн. КРО и ЭКО Сталингр. окр. отд. ГПУ - оперсектора ГПУ 1928-04.1931; в ЦШ ОГПУ, Москва 04.1931-04.1932; нач. учеб. группы, ст. руководитель спецдисциплин ЦШ ОГПУ-НКВД, Москва 05.1932-12.1936; оперуполн. 11 части 1 отд. ГУГБ НКВД СССР 01.02.37-1938; оперуполн. 10 отд-я 1 отд. ГУГБ НКВД СССР 1938-28.12.39; нач. 3 отд-я 1 отд. ГУГБ НКВД СССР 28.12.1939-10.06.1940; зам. нач. 1 отд. ГУГБ НКВД СССР 10.06.1940-27.02.1941; зам. нач. 1 отд. НКГБ СССР 27.02.1941-08.08.1941; зам. нач. 1	отд. НКВД СССР 08.08.1941 -17.05.1943; нач. 4 отд. 6 упр. НКГБ СССР 17.05.1943-09.08.1943; нач. 6 упр. НКГБ-МГБ СССР 09.08.1943-15.04.1946; нач. упр. охраны № 1 МГБ СССР 15.04.1946-25.12.1946; зам. нач. ГУО МГБ СССР 25.12.1946-09.03.1947, снят с должности «за недисциплинированность по службе»; нач. 2 отд. УМГБ Калуж. обл. с 03.1947. 
Умер в декабре 1948 года (прик. МГБ СССР № 4559 от 17.12.1948 исключён из списков личного состава за смертью). Похоронен на Новодевичьем кладбище (участок 4, ряд 20, место 20).

По версии российского писателя Юрия Мухина являлся организатором заговора против Лаврентия Берии и Иосифа Сталина, целью заговора было: организовать Российскую Коммунистическую партию и в последующем развал СССР, в числе заговорщиков был и Никита Хрущёв

## Звания
- лейтенант ГБ, 23.02.1936;
- ст. лейтенант ГБ, 25.04.1939;
- капитан ГБ, 14.03.1940;
- майор ГБ, 12.07.1941;
- комиссар государственной безопасности, 14.02.1943;
- генерал-майор, 09.07.1945.

## Награды
- орден Ленина (06.11.1946);
- 3 ордена Красного Знамени (20.09.1943, 03.11.1944, 16.09.1945);
- орден Кутузова 2 степени (24.02.1945);
- 2 медали.